# Anauxesida guineensis
Anauxesida guineensis är en skalbaggsart som beskrevs av Stefan von Breuning 1966. Anauxesida guineensis ingår i släktet Anauxesida och familjen långhorningar. Inga underarter finns listade i Catalogue of Life.